# Gustavo Soares de Gouvêa
Gustavo Soares de Gouvêa (Rio de Janeiro, 26 de agosto de 1916 – Rio de Janeiro, 15 de novembro de 1960) foi um médico brasileiro.
Filho de Jorge Soares de Gouvêa, considerado o pai da urologia no Brasil, e de Maria Clarisse Nobrega Gouvêa. Graduado pela Faculdade de Medicina do Rio de Janeiro em 2 dezembro de 1938. Foi eleito membro da Academia Nacional de Medicina em 1958, sucedendo Jaime Poggi de Figueiredo na Cadeira 78, que tem Barata Ribeiro como patrono.